# 최태홍
최태홍(1935년 5월 28일 ~ 2009년 3월 8일)은 태권도의 그랜드 마스터이자 여러 무술 타이틀을 획득한 오리건주에서 수천 명의 제자를 가르쳤다.